# الألعاب البارالمبية الصيفية 1996
الألعاب البارالمبية الصيفية 1996 هي النسخة العاشرة من الألعاب البارالمبية بدأت في 16 أغسطس وإنتهت في 25 أغسطس 1996 في أتالانتا، الولايات المتحدة بعد نجاح عرض المدينة في الحصول على شرف استضافة ألعاب البارلمبية والألعاب الأولمبية، شارك 3259 رياضي في منافسات هذه النسخة ومن 32 دولة. إحتلت الولايات المتحدة الصدارة في ترتيب الميداليات بعد فوزها ب47 ميدالية ذهبية.

## معرض صور

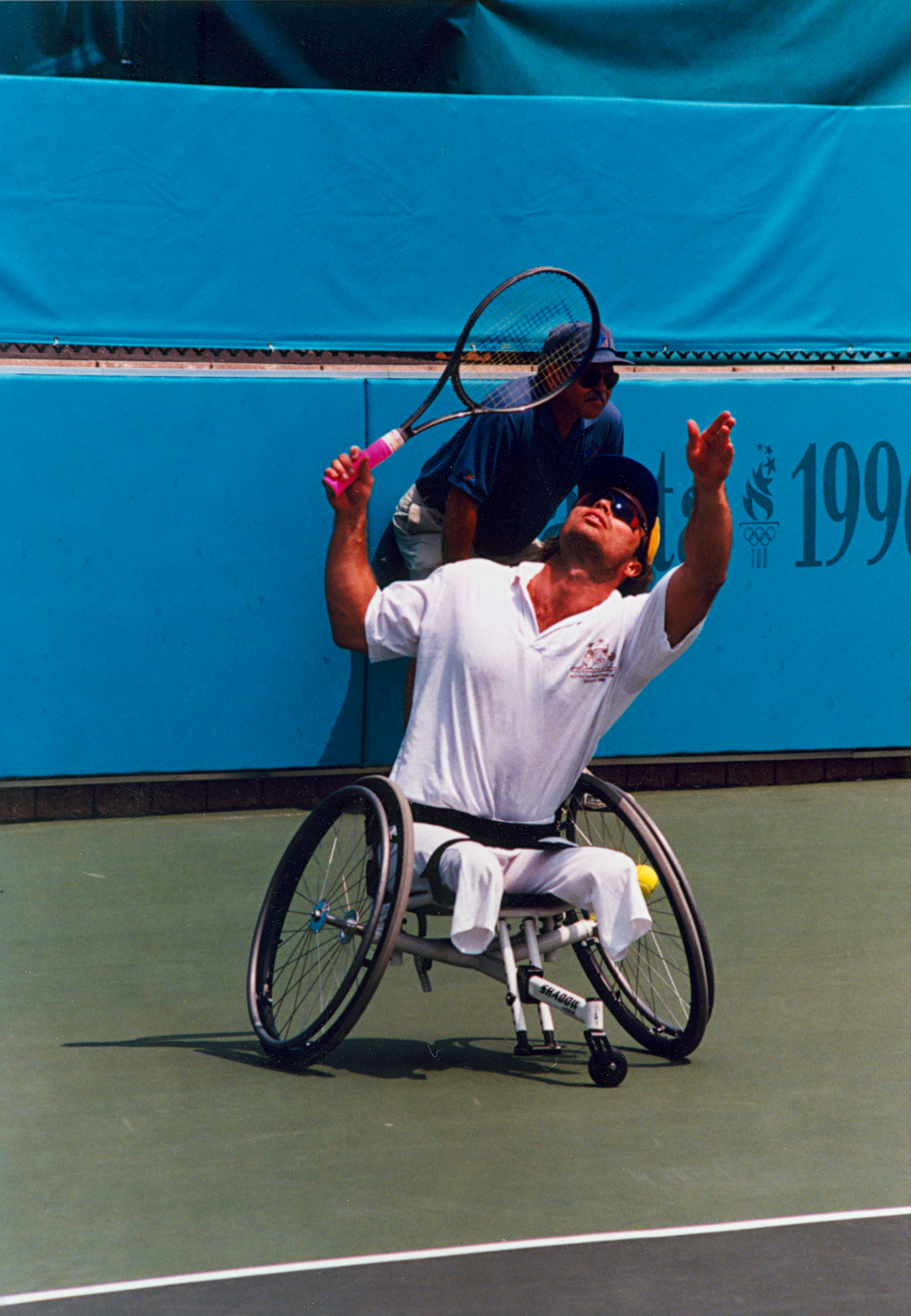
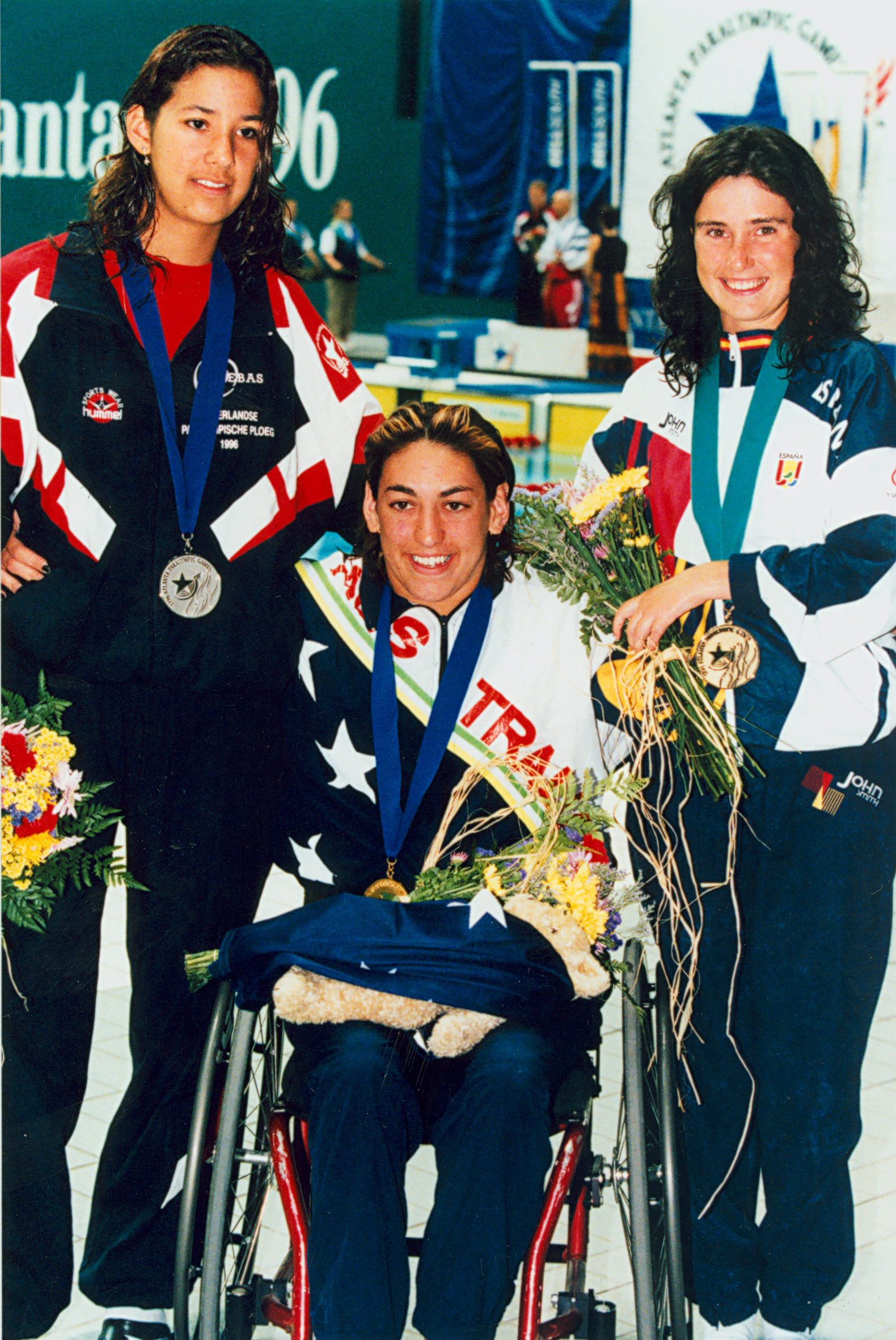
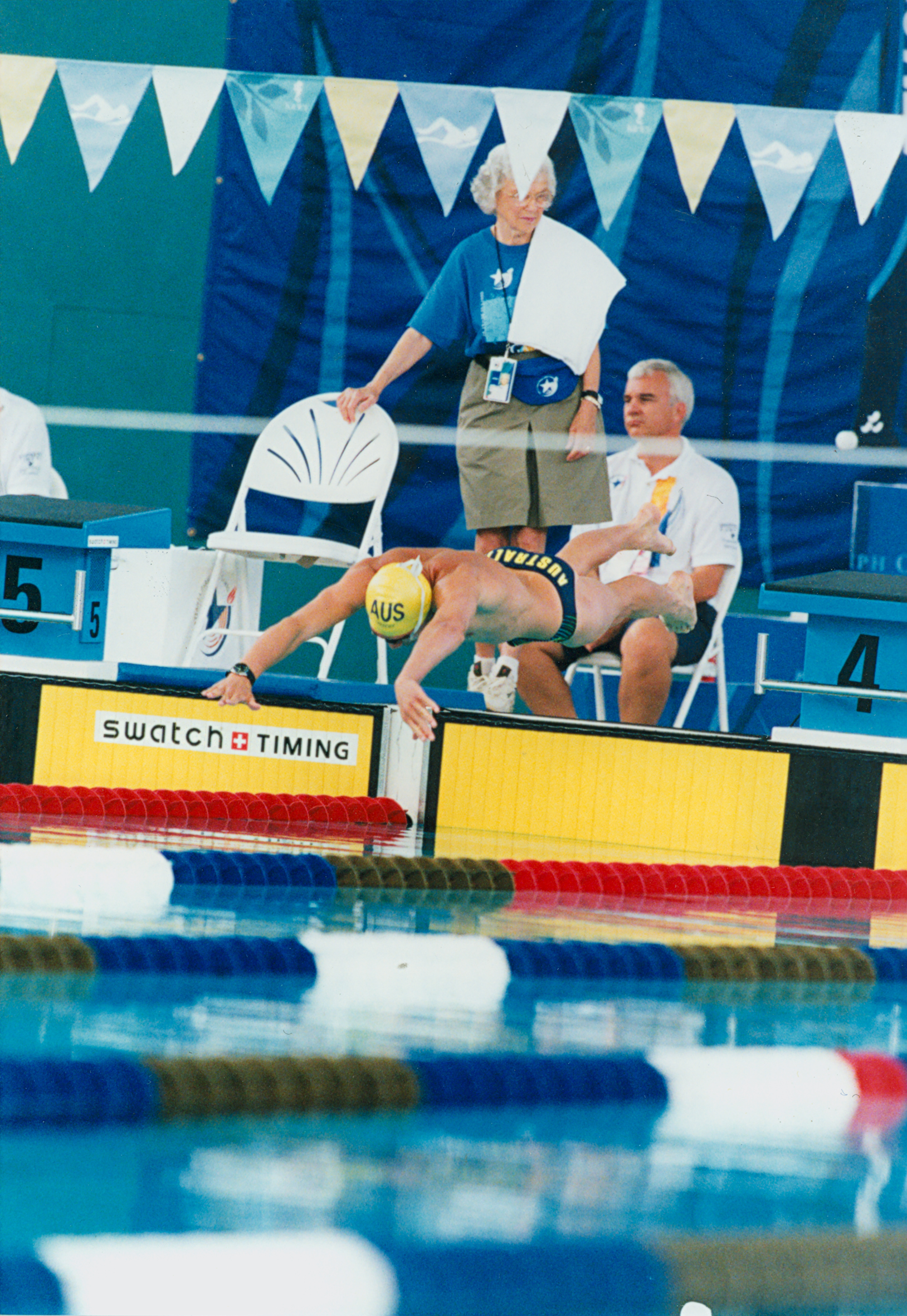
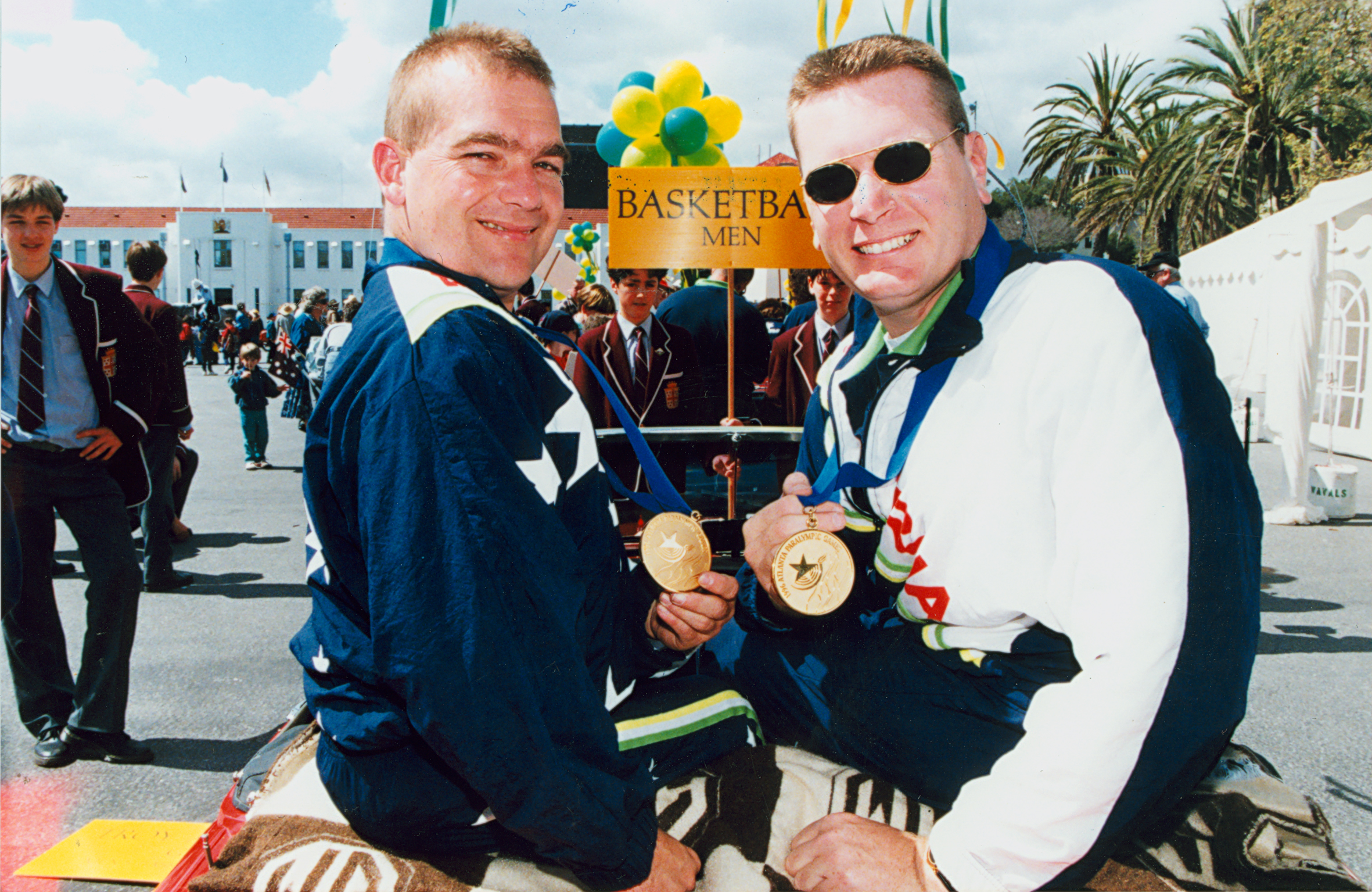
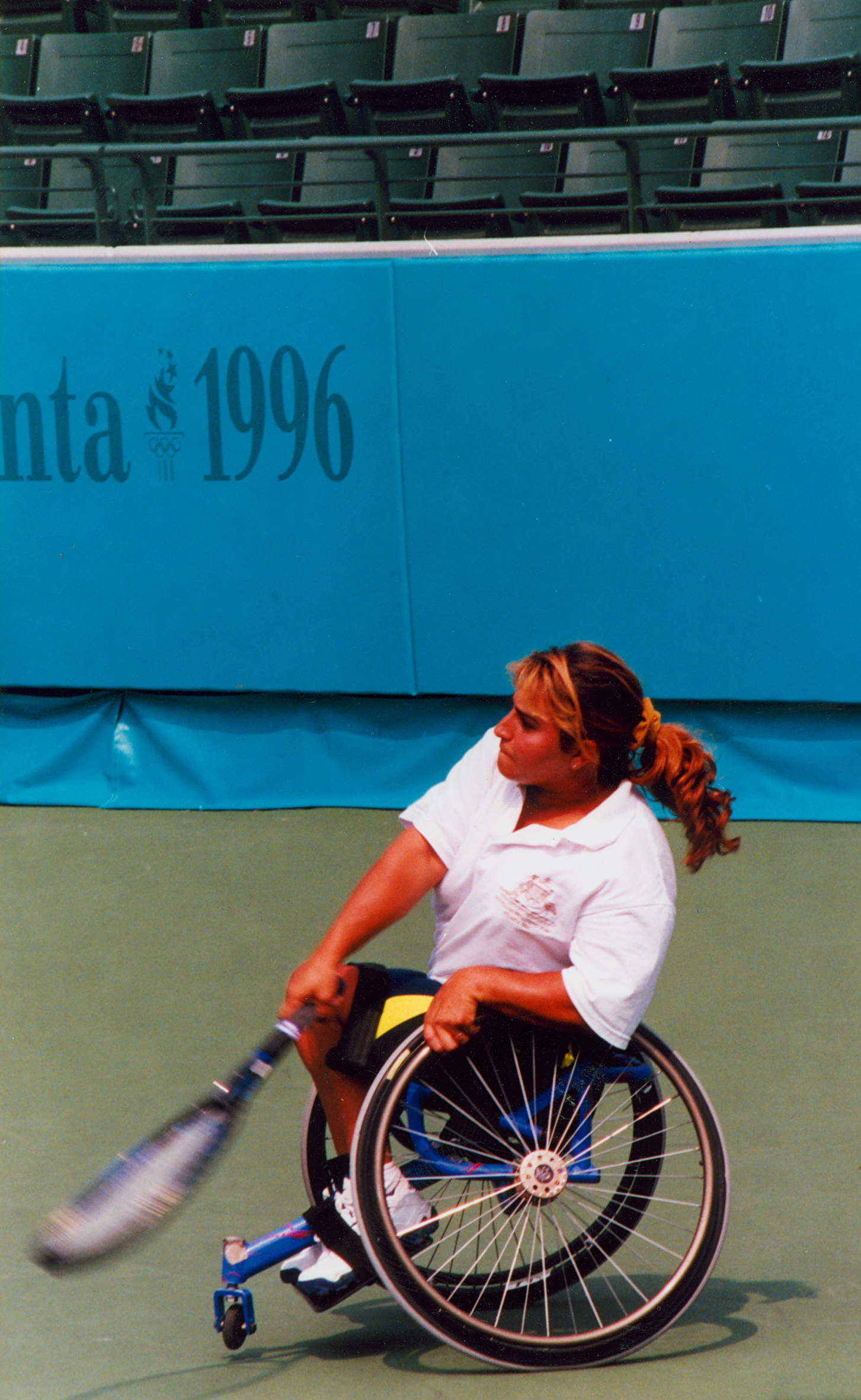
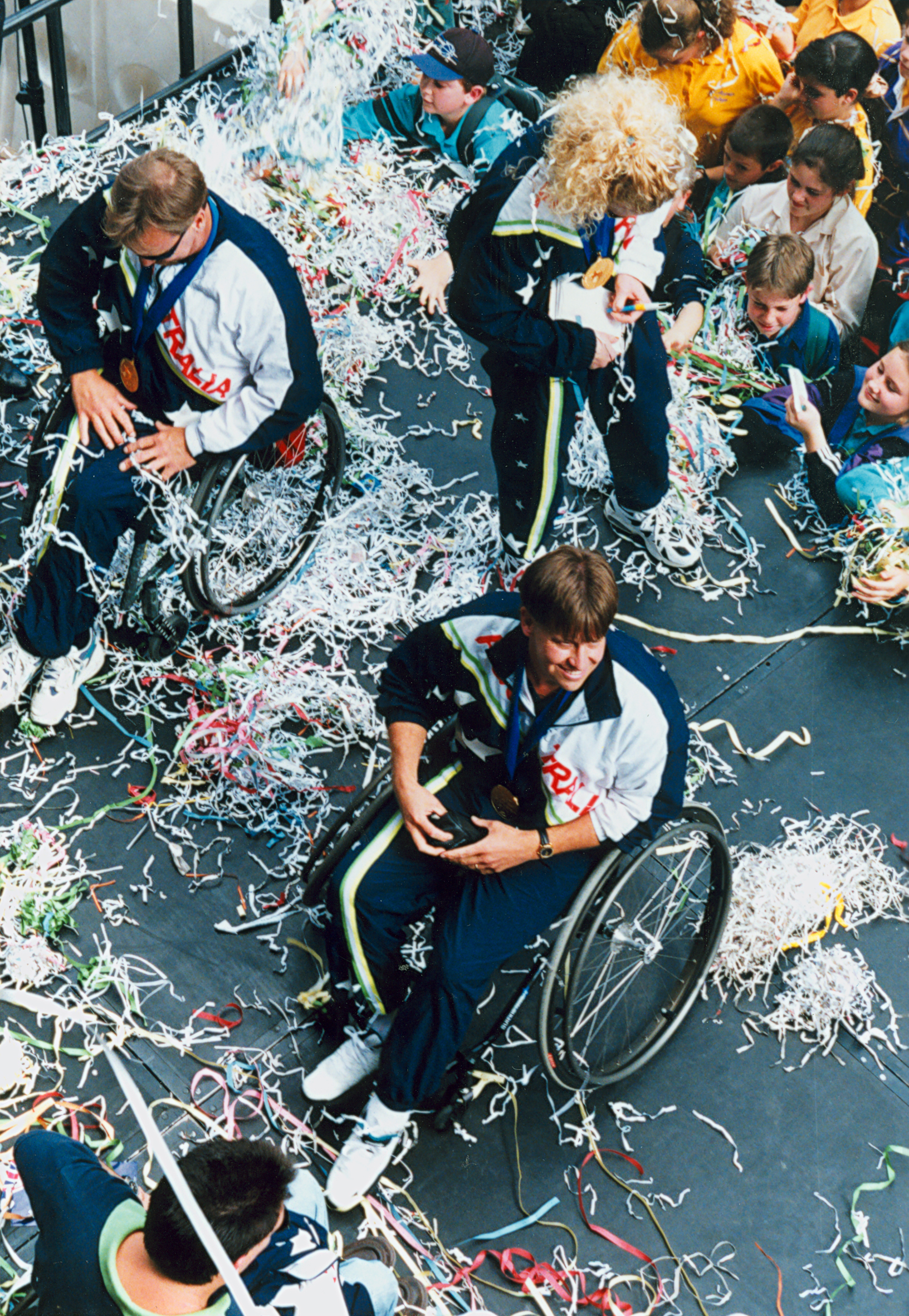